# Lingua ubykh
La lingua ubykh o ubyx è una lingua caucasica nordoccidentale, parlata dal popolo degli ubichi fino agli inizi degli anni novanta.
Il termine deriva da wəbəx, col quale si indica l'ubykh nella lingua adighè. In letteratura, è conosciuta con nomi diversi, derivanti da diverse lingue: Ubykh (in inglese), Ubıh (in turco) e Oubykh (in francese); Pekhi (dal nome con cui gli ubichi designavano la loro parlata tʷaχə) e nella sua variante germanizzata Päkhy.

## Storia
L'ubykh era parlato sulle rive orientali del Mar Nero, nei dintorni della città di Soči. Nel 1864 i russi scacciarono dalla zona gli ubichi, che trovarono rifugio in Turchia, ove fondarono i villaggi di Hacı Osman, Kırkpınar, Masukiye e Hacı Yakup. A seguito dei frequenti contatti con altre popolazioni, molti ubichi cominciarono a parlare il turco e il circasso (o adighè), mentre numerosi prestiti da queste due lingue arricchivano l'ubykh.
L'ubykh si estinse definitivamente il 7 ottobre 1992, giorno della morte dell'ultimo parlante, Tevfik Esenç. Tuttavia, negli anni precedenti, era stato possibile raccogliere migliaia di pagine e registrazioni audio grazie all'operato di numerosi linguisti, tra cui Georges Dumézil, Hans Vogt e George Hewitt, che vennero aiutati nel loro lavoro dagli ultimi parlanti, in particolare Tevfik Esenç e Huseyin Kozan. L'ubykh non fu mai lingua scritta, sebbene Evliya Çelebi nel suo "Seyahatname" avesse trascritto alcune frasi. Venne poi trascritta gran parte della tradizione orale, compresa la saga nart. Lo stesso Tevfik Esenç imparò a scrivere in ubykh, servendosi del sistema di scrittura ideato da Dumézil.
Gyula Mészáros, un linguista ungherese, visitò la Turchia nel 1930 e scrisse alcuni appunti sull'ubykh. Il suo lavoro Die Päkhy-Sprache segnò l'inizio degli studi linguistici sull'ubykh (egli stesso tentò di ideare un sistema di trascrizione, con il quale però non è possibile rappresentare tutti i suoni usati in ubykh).
Anche il francese Georges Dumézil visitò la Turchia negli anni trenta e diventò il principale linguista ubykh. Pubblicò una raccolta di favole popolari negli anni cinquanta e, grazie a lui, la lingua attirò numerosi linguisti per la particolarità di avere un alto numero di consonanti (e, d'altro canto, un basso numero di vocali). Il norvegese Hans Vogt pubblicò poi un dizionario che, nonostante diversi errori poi corretti da
Dumézil, è ancora uno dei documenti essenziali per i linguisti.
Tra la fine degli anni sessanta e l'inizio degli anni settanta, Dumézil pubblicò una serie di lavori sull'etimologia delle lingue caucasiche nord-occidentali (fra cui, appunto, l'ubykh). Il suo libro Le Verbe Oubykh (1975) è un'altra opera fondamentale della lingua.
Negli anni ottanta vi erano ormai pochi linguisti interessati all'ubykh, per cui non furono pubblicati altri trattati. Attualmente, il linguista olandese Rieks Smeets sta tentando di compilare un nuovo vocabolario basato su quello di Vogt del 1963, un progetto simile è stato intrapreso in Australia. Gli stessi ubichi si stanno interessando nuovamente alla loro vecchia lingua.
Tra i linguisti che hanno studiato l'ubykh vi sono:
- Brian George Hewitt
- Catherine Paris
- Christine Leroy
- Georg Bossong
- Georges Dumézil
- Hans Vogt
- John Colarusso
- Julius von Mészáros
- Rieks Smeets
- Tevfik Esenç
- Wim Lucassen

## Grammatica

### Avverbi
Numerose sfumature, rese in italiano grazie all'uso dell'avverbio o dei verbi ausiliari, sono date in ubykh dall'utilizzo di alcuni suffissi:
- asfəpχa Ho bisogno di mangiarlo
- asfəfan Posso mangiarlo
- asfəgʲan Lo mangio tutte le volte
- asfəlan Lo sto mangiando completamente
- asfətɕʷan L'ho mangiato troppo
- asfaajən Lo mangio ancora

### Espressioni idiomatiche
Come molte altre lingue, l'ubykh possiede numerose espressioni idiomatiche. Per esempio, la parola ntʷa, cioè "porta", può anche significare "magistrato", "corte" o "governo". Comunque, l'uso di questo tipo di costruzioni è molto più frequente in ubykh rispetto ad altre lingue, per cui diventa normale rappresentare concetti astratti mediante l'uso di elementi concreti (caratteristica, questa, tipica delle lingue delle famiglie caucasiche nord-occidentali). Così "ti amo" si rende con un'espressione che letteralmente significherebbe "ti vedo bene"; "mi piaci" con una frase che vorrebbe dire "mi tagli il cuore". Il termine wərəs, cioè "russo", è un prestito dal turco e significa anche "infedele", "non musulmano" o, addirittura, "nemico" (considerando anche le vicende storiche del popolo ubico).

### Prestiti da altre lingue
Gran parte dei prestiti in ubykh derivano dall'adighè o dal turco e, in misura minore, dal persiano, dall'abcaso e dalle lingue caucasiche meridionali. Negli ultimi anni di vita della lingua ubykh, si ebbe una larga influenza della lingua adighè, come notato da Vogt (1963). Per esempio, i fonemi [ɡ k kʼ] erano derivati dal turco e dall'adighè, lo stesso pare per ɬʼ (dall'adighè) e per ɣ. Per quest'ultimo, sembra si tratti proprio di un'influenza adighè, considerando che molti prestiti contenenti questo fonema sono proprio di origine adyghe: paaɣa orgoglioso, ɣa testis.
Molti prestiti avevano in realtà degli equivalenti in ubykh, che erano però caduti in disuso a causa dell'influenza del turco, dell'adighè e del russo:
- bərwə perforare (turco) = pɕaatχʷ
- tʃaaj the (turco) = bzəpʂə
- wərəs nemico (turco) = bˁaqˁʼa

Alcune parole, di uso molto più antico in ubykh, erano invece prestiti da altre lingue: Colarusso (1994) interpreta il corrispondente di "maiale" χˁʷa come derivato dal semitico *huka e agʲarə ("schiavo") come una parola di origine iraniana.